# Elecciones generales de Dinamarca de 1909

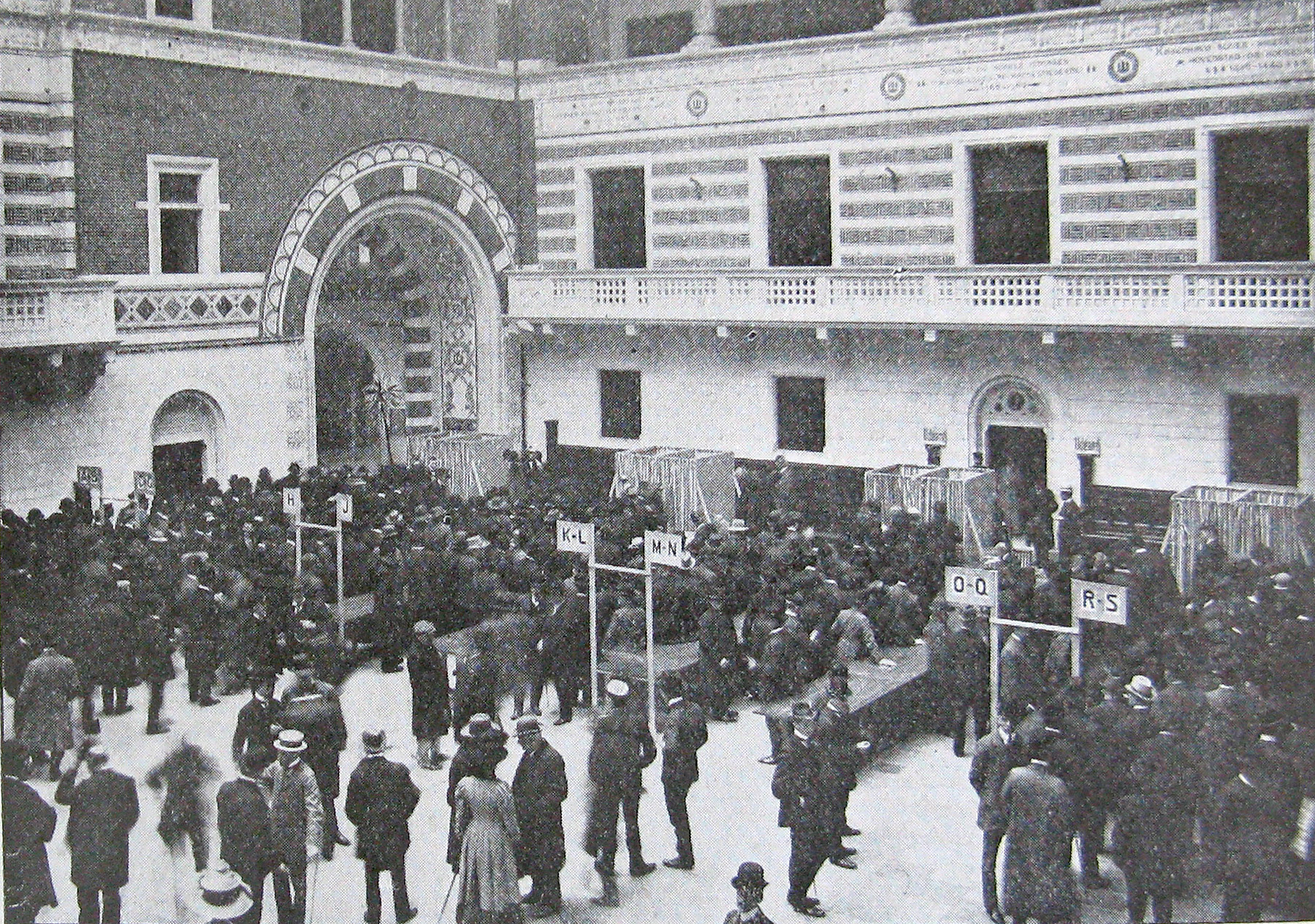
Elección parlamentaria de 1909 Votación en el Ayuntamiento de Copenhague

Las elecciones generales de Dinamarca fueron realizadas el 25 de mayo de 1909. A pesar de que los Socialdemócratas obtuvieron una mayor cantidad de votos, el Partido Reformista de Izquierda obtuvo más escaños. La participación electoral fue de un 71.3%.

## Resultados
| Partido                         | Votos   | %    | Escaños | +/– |
| ------------------------------- | ------- | ---- | ------- | --- |
| Socialdemócratas                | 93 079  | 28.7 | 24      | 0   |
| Partido Reformista de Izquierda | 77 949  | 24.0 | 37      | –19 |
| Højre                           | 64 189  | 19.8 | 21      | +9  |
| Partido Social Liberal          | 50 305  | 15.5 | 15      | +6  |
| Venstre Moderado                | 19 241  | 5.9  | 11      | +2  |
| Independientes                  | 18 423  | 5.7  | 6       | +2  |
| Ningún voto                     | 1 272   | 0.4  | –       | –   |
| Votos en blanco/nulos           | 3 101   | –    | –       | –   |
| Total                           | 326 384 | 100  | 114     | 0   |
| Fuente: Nohlen & Stöver         |         |      |         |     |